# Тит Тетиен Серен
Тит Тетиен Серен (на латински: Titus Tettienus Serenus; † 114 г.) e сенатор на Римската империя през 1 век.
Произлиза от Асизиум в Умбрия, баща му се казва Галео Тетиен Север. Брат е на Галео Тетиен Петрониан (суфектконсул 76 г.).
През 78 – 80 г. е легат (legatus Augusti pro praetore) в Лугдунска Галия. През юли и август 81 г. е суфектконсул. Той е приятел с император Тит. През 92 г. става понтифекс и sodalis Augustalis Claudialis.